# 행복도시 (영화)
《행복도시》(영어: Cities of Last Things, 중국어: 幸福城市)는 미국, 타이완, 중국, 프랑스에서 제작된 호위딩 감독의 2018년 범죄 드라마 SF 영화이다. 2018년 토론토 국제 영화제에서 상영, 2019년 7월 11일 넷플릭스에서 방영했다.

## 출연
주연
- 리훙치
- 루이제 그린버그
- 가오제

조연
- 딩닝
- 셰장잉